# 德斯汀·丹尼爾·克雷頓
德斯汀·丹尼爾·克雷頓（英語：Destin Daniel Cretton，1978年12月23日—），美國男導演、編劇、製片人和剪輯師。以時常與布麗·拉森合作著稱，如電影《她和她的小鬼們》（2013年）、《玻璃城堡》（2017年）、《不完美的正義》（2019年）和《尚氣與十環傳奇》（2021年）。

## 早期生活
德斯汀·丹尼爾·克雷頓出生於夏威夷州哈伊庫，母親是日裔美髮師珍妮絲·哈雷·克雷頓（Janice Harue Cretton），父親丹尼爾·克雷頓（Daniel Cretton）擁有愛爾蘭和斯洛伐克血統，曾在消防部門工作。他由他的基督教母親在家接受教育。克雷頓與五名兄弟姐妹住在一間兩居室的房子，包括妹妹喬（Joy），直到他19歲。為了就讀波因特洛馬拿撒勒大學，克雷頓搬到加利福尼亞州聖地牙哥，他主修沟通學系。畢業後，他在高危學生集體住宅工作了兩年。
業餘愛好拍攝短片的克雷頓，以此發展為事業。他就讀圣迭戈州立大学電影學院並順利畢業。

## 作品列表

### 電影
| 年份 | 標題               | 導演 | 編劇 | 製片 | 附註     |
| ---- | ------------------ | ---- | ---- | ---- | -------- |
| 2012 | 《我不是嬉皮》     | 是   | 是   | 是   | 兼剪輯師 |
| 2013 | 《她和她的小鬼們》 | 是   | 是   | 否   |          |
| 2017 | 《玻璃城堡》       | 是   | 是   | 否   |          |
| 2017 | 《》               | 否   | 是   | 否   |          |
| 2019 | 《不完美的正義》   | 是   | 是   | 否   |          |
| 2021 | 《尚氣與十環傳奇》 | 是   | 是   | 否   |          |
| 2026 | 《蜘蛛人：重生日》 | 是   | 否   | 否   |          |

### 電視
| 年份      | 標題         | 導演 | 執行製片人 | 附註          |
| --------- | ------------ | ---- | ---------- | ------------- |
| 2022–2024 | 《東京風雲》 | 否   | 是         |               |
| 2023      | 《西遊ABC》  | 是   | 是         |               |
| 2025      | 《神力人》   | 是   | 是         | 2集；兼創作者 |

## 外部連結
- 德斯汀·丹尼爾·克雷頓在互联网电影资料库（IMDb）上的資料（英文）